# ويب س. بال
ويب س. بال (بالإنجليزية: Webb C. Ball)‏ هو صائغ ‏ وساعاتي أمريكي، ولد في 6 أكتوبر 1847، وتوفي في 6 مارس 1922.